# Trichopeltarion elegans
Trichopeltarion elegans is een krabbensoort uit de familie van de Trichopeltariidae. De wetenschappelijke naam van de soort is voor het eerst geldig gepubliceerd in 1970 door Guinot & Sakai.